# Nubya
Nubya (* 18. Januar 1974 in Basel) ist eine Schweizer Sängerin.
Stilistisch ist sie dem R'n'B, Jazz, Soul und Pop einzuordnen. Ihr Künstlername ist gemäss eigener Aussage ihrer Fantasie entsprungen, ist aber abgeleitet von den Nubiern, einem Volk in Sudan und Ägypten.

## Leben
Nubya ist die Tochter eines Nigerianers und einer Schweizerin. Die ersten zwei Jahre verbrachte Nubya in Nigeria, bevor sie in die Schweiz kam. Im Alter von sieben Jahren begann sie mit klassischem Klavierunterricht, hörte aber 1990 damit auf und begann Gesangsunterricht zu nehmen. Nach bestandener Matur am Gymnasium am Münsterplatz in ihrer Heimatstadt und inspiriert vom dort lehrenden Jazzmusiker Chester Gill studierte sie für ein Jahr an der New School for Social Research in New York Jazzmusik. Nach der Rückkehr nach Basel studierte sie an der Universität Basel Wirtschaft.
1996 lernte sie den renommierten Musiker Bo Katzman Backstage bei einem Konzert von DJ Bobo kennen, worauf er sie als Special Guest für seine Gospeltour mitnahm. Weitere Auftritte als Background-Sängerin u. a. von Céline Dion folgten. Einen Höhepunkt erlebte sie, als sie 1999 im Vorprogramm von Whitney Houston vor 12'000 Leuten im Zürcher Hallenstadion auftrat. Kurz darauf moderierte sie die Fernsehsendung «Cinderella» auf dem Schweizer Privatsender TV3. 2002 erschien ihr Album My Wish, daraufhin gab sie mit ihrer Band Konzerte in der Schweiz, Deutschland und Brasilien.
2005 erschien ihr deutsches Album Auf meine Weise, das von Götz von Sydow produziert wurde. 2005 tourte sie mit Night of the Proms durch Deutschland. 2007 erschien ihr Album Love Rocks, 2011 erschien das Album Today. Zusammen mit Tim Renner und Chris von Rohr war sie 2013 im Profiler-Team der 3sat-Serie Tonspur – Soundtrack Deines Lebens auf 3sat zu sehen. 2019 begleitet sie den Circus Knie in seiner 100-Jahr-Jubiläums-Tour und brachte zusammen mit Michael von der Heide und Christina Jaccard das Musikstück Divamix auf die Bühne.
Im Jahr 2024 trat sie als Sängerin bei der Verleihung des Europäischen Filmpreises in Luzern auf.
Nubya war von Mai 2003 bis Anfang Mai 2008 mit Hartmut Engler, dem Sänger der Band Pur, liiert. Seit 2018 ist sie mit dem Bankier und Präsident der FDP Basel-Stadt Johannes Barth verheiratet.

## Diskografie

### Alben
- From The Bottom Of My Heart (1999)
- My Wish (2002)
- Auf meine Weise (2005)
- Love Rocks (2007)
- Today (2011)

### Singles
- I'm Dreaming (1997)
- Future For Us (1997)
- Just For You Duett mit Al Walser (1999)
- From The Bottom Of My Heart (2002)
- Do You Really Love Me (2002)
- Morgen ganz bestimmt (2005)
- Es ist so (2005)
- Warten auf ein Wunder (2007)
- Power of No (2011)